# Skáldatal
Skáldatal ("uppräkning av skalder") är en isländsk förteckning över norska och isländska furstelovskalder från äldsta tid fram till 1200-talets slut, ordnad efter de kungar, jarlar och hövdingar som de besjungit. Förteckningen är indelad i fyra avdelningar: en vardera för svenska, danska och norska kungaskalder, och en fjärde för de skalder som besjungit jarlar, hövdingar och andra stormän. Inom varje kategori är såväl furstar som skalder listade i någorlunda kronologisk ordning. 
De första skalder som nämns är mer eller mindre mytiska; till exempel Starkad den gamle, som fått äran av att ha uppfunnit versmåttet fornyrdislag, och Brage Boddason, den förste drottkvättskalden, som här uppges ha varit hovskald hos de svenska kungarna Östen bele, Ragnar Lodbrok och Björn på Håga. Förteckningen slutar med skalder som varit samtida, och i några fall kanske identiska med Skáldatals författare, till exempel Sturla och Olav Tordsson. Även Snorre Sturlasson finns med, han har enligt listan besjungit sex kungar och jarlar.
Skáldatal antas ha påbörjats på Snorre Sturlassons tid, kanske av Snorre själv, men har antagligen fullbordats av någon av hans brorsöner Sturla Tordsson (Sturla Þórðarson) eller Olav Tordsson vitaskald (Óláfr Þórðarson hvítaskáld). Den främsta grunden för detta antagande är det faktum att Skáldatal endast har bevarats i handskrifter av Snorres verk; dels den så kallade Codex Upsaliensis från tidigt 1300-tal som fått beteckningen DG 11 och är en av de viktigaste versionerna av Snorres Edda; dels i huvudhandskriften av Snorres Heimskringla från 1250-talet. Denna skrift förstördes visserligen i den stora branden i Köpenhamn år 1728, men hade dessförinnan kopierats av handskriftssamlaren och professorn Árni Magnússon och finns nu i ett manuskript med beteckningen AM761 4to. I denna version av Skáldatal finns också instuckna skaldeverser, vilket helt saknas i Uppsala-handskriften. En vetenskaplig utgåva av Skáldatal finns publicerad i tredje bandet av Edda Snorra Sturlusonar, utgiven genom det Arnamagnæanska Legatet i Köpenhamn år 1887.
Skáldatals uppgifter stämmer väl överens med vad som är känt från andra, ofta helt oberoende källor. Men förteckningen är ingalunda komplett. Vi vet att alla hov- och hirdskalder inte är medtagna; å andra sidan upptar Skáldatal flera skalder som idag är fullständigt okända.
Det mesta av den skaldediktning, som kan anas bakom Skáldatals långa namnuppräkningar, har nu gått förlorad. Men de flesta av de skalder som finns med i förteckningen har likväl fått åtminstone några strofer bevarade, inte minst därför att Snorre i sina Konungasagor gärna använde skaldekväden som källor, men också därför att han i den prosaiska Eddan, framför allt i Skáldskaparmál, så ofta valde att exemplifiera skaldikens teori med citat ur den då existerande skaldediktningen.